# Carmine Chiappetta
Carmine Chiappetta (* 9. März 2003 in Wetzikon) ist ein Schweizer Fussballspieler. Der Flügelspieler steht derzeit beim FC Winterthur unter Vertrag.

## Karriere

### Verein
Chiappetta erlernte das Fussballspielen bei den Zürcher Vereinen FC Lionem Zürich, FC Oerlikon/Polizei Zürich und beim Grasshopper Club Zürich, bevor er nach einer Station beim FC Rafzerfeld in die Jugend des FC Schaffhausen wechselte. Zur Spielzeit 2019/20 schloss er sich dem FC Basel an. Am 21. November 2020, dem 8. Spieltag der Saison 2020/21, gab er beim 1:2 gegen den BSC Young Boys sein Debüt für die erste Mannschaft in der erstklassigen Super League, als er in der 66. Minute für Edon Zhegrova eingewechselt wurde. Bis Saisonende absolvierte er vier Ligapartien für die Profis sowie drei Spiele für die zweite Mannschaft in der drittklassigen Promotion League.
Im Juni 2021 unterschrieb er einen langfristigen Profivertrag bis 2025. Im Januar 2022 wurde er bis Ende Saison 2022/23 an den FC Winterthur ausgeliehen. Im April 2023 vermeldete der FC Winterthur, Chiappetta per 1. Juli definitiv von Basel zu übernehmen. Hier konnte er sich aber nie ganz durchsetzen. In der Saison 2023/24 kam er lediglich zu drei Kurzeinsätzen in der höchsten Liga und wurde in einem Cupspiel gegen den FC Black Stars Basel eingewechselt. Ansonsten spielte er für die U21-Mannschaft in der 1. Liga Classic. Die Saison 2024/25 begann besser für ihn. In den ersten sechs Spielen kam er immer zum Einsatz, dreimal sogar in der Startelf. Nach einem Spiel gegen den FC Basel am 2. November 2024, bei dem er in der 79. Minute beim Stand von 0:4 eingewechselt wurde, wurde er aber nicht mehr ins Kader berufen. Am 27. Dezember 2024 vermeldete der FC Schaffhausen, Chiappetta auf Leihbasis zu übernehmen.

### Nationalmannschaft
Chiappetta kam bislang insgesamt 14-mal für Schweizer U-Nationalmannschaften zum Einsatz, wobei er drei Tore schoss.